# Breviperna placida
Breviperna placida är en tvåvingeart som först beskrevs av Daniel William Coquillett 1894.  Breviperna placida ingår i släktet Breviperna och familjen stilettflugor.
Artens utbredningsområde är Arizona. Inga underarter finns listade.